# Wilki w ścianach
Wilki w ścianach (ang. The Wolves in the Walls, 2003 r.) to ilustrowana historia dla dzieci. Autorem scenariusza jest Neil Gaiman, a ilustracje wykonał Dave McKean. W Polsce książka ukazała się w 2004 roku, nakładem wydawnictwa Mag.

## Fabuła
Lucy słyszy wilki w ścianach, ale kiedy mówi o tym swojej rodzinie nikt jej nie wierzy. Jej brat wyśmiał ją i stwierdził, że to niemożliwe, bo „gdy wilki wychodzą ze ścian, to już koniec”. Dopiero kiedy zwierzęta wychodzą i demolują dom staje się jasne, że dziewczynka miała rację. Jednak rodzina się nie poddaje i wkrada się w ściany swojego własnego domu, po czym z nich wychodzi. Wilki w przerażeniu uciekają, bo każdy wilk wie, że „kiedy ludzie wychodzą ze ścian, to już koniec."